# TNS1
TNS1‏ (Tensin 1) هوَ بروتين يُشَفر بواسطة جين TNS1 في الإنسان.